# Zákony pohybu

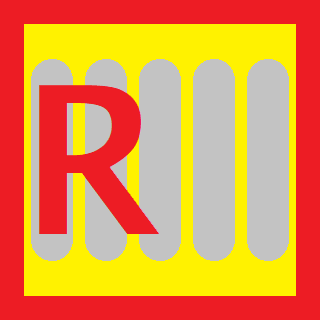
Zákony pohybu (1978).logo n.p. Radiana

Zákony pohybu je třináctidílný televizní seriál z roku 1978 v režii Evžena Sokolovského. Odehrává se v národním podniku Radiana, kde se vyrábí litinové radiátory. Původní ředitel Draxler (Martin Růžek) se snaží podnik udržet, ačkoli dodržování plánu je často jen „na papíře“ a navíc je svým nejbližším okolím obelháván, takže továrna prakticky přestává fungovat. Proto je odvolán a nahrazen novým ředitelem, mladým a cílevědomým ing. Hájkem (Viktor Vrabec), kterému se i přes různé těžkosti nakonec podaří výrobu zachránit a také zavádět požadované inovace.
Seriál na svou dobu velmi otevřeně zobrazuje těžkosti centrálního plánování, ve kterém je nedostatek zásob stejný problém jako jejich přebytek, zastarávání přístrojového vybavení, častou neefektivitu práce a nedodržování pracovní doby, rozkrádání socialistického vlastnictví nebo velké potíže při zbavování se líných zaměstnanců, a to i přes rozhodující vliv vedoucí KSČ.

## Název seriálu
Hlavní konstruktér Ing. Jiří Hartman v epizodě S01E11 Štafeta (15:25) vysvětluje:
"Isaac Newton kdysi v dávnověku fyziky vynalezl Zákony pohybu, ty jsou tři":
1. Zákon setrvačnosti
2. Zákon síly
3. Zákon akce a reakce

A stejně tak jako ve fyzice, působí stejné vztahy ve vztazích mezilidských, společenských výrobních a ekonomických, apod.
Prostě: ".. pořád se musí všecko hejbat."
[[Soubor:Zákony pohybu (1978).logo n.p. 

## Seznam dílů
1. Výstava
2. Povážlivý úspěch
3. Černý Petr
4. Bumerang
5. Neklid před bouří
6. Nástup
7. Štika
8. Nápad
9. Pád
10. Bez ředitele
11. Štafeta
12. Starosti se ženami
13. Zasloužený úspěch

## Obsazení
| Martin Růžek          | Ing. Karel Draxler – ředitel n. p. Radiana → vedoucí výroby družstva Kovoterm |
| Viktor Vrabec         | Ing. Viktor Hájek – předseda družstva Kovoterm → ředitel n. p. Radiana        |
| Otakar Brousek starší | dr. Mráček – náměstek ředitele                                                |
| Luděk Munzar          | Ing. Petr Kalaš – náměstek ředitele                                           |
| Vladimír Ráž          | Ing. Zdeněk Šindelář – vedoucí technického rozvoje → technický náměstek       |
| Jiří Vala             | Václav Kalina – předseda ZV KSČ                                               |
| Jiří Zahajský         | Miroslav Malíř – vedoucí oddělení PAM → ekonomický náměstek                   |
| Ilja Prachař          | František Vrba – předseda závodní rady                                        |
| Bohumil Švarc         | JUDr. Peterka – podnikový právník                                             |
| Jiří Štěpnička        | Ing. Jiří Hartman – hlavní konstruktér                                        |
| Antonín Procházka     | Ladislav Bidlo – konstruktér                                                  |
| Karel Urbánek         | Tomáš Kuranda – stavební referent                                             |
| Jarmila Švehlová      | Adéla – původní sekretářka ředitele                                           |
| Eva Miláčková         | Marcela Svatá – nová sekretářka ředitele                                      |
| Věra Bublíková        | Jiřina Křížová – mistrová v obrobně                                           |
| Svatava Hubeňáková    | Hedvika Rambousková – dělnice v obrobně                                       |
| Lída Roubíková        | Věra Karásková – dělnice v obrobně                                            |
| Jana Leichtová        | Božena Kalinová ml. – dělnice v obrobně → manželka Ladislava Bidla            |
| Jana Břežková         | Šifnerová – dělnice v obrobně                                                 |
| Lenka Kořínková       | Jarmila – dělnice v obrobně                                                   |
| Adolf Filip           | Josef Volf – mistr ve slévárně                                                |
| Alois Švehlík         | Ota Carboch – dělník ve slévárně                                              |
| Zdeněk Kutil          | Brázda – dělník ve slévárně, předseda fluktuační komise                       |
| Bohumil Bezouška      | Jindřich Rajman – mistr v údržbě → dělník stavební čety                       |
| Ota Sklenčka          | starý Brousek – údržbář                                                       |
| Josef Somr            | Jaroslav Čumpelík – údržbář                                                   |
| Jan Faltýnek          | Čeněk Vrána – údržbář                                                         |
| Ondřej Pavelka        | Josef Matys – údržbář                                                         |
| Miriam Hynková        | Božena Kalinová st. – kantýnská, manželka Václava Kaliny                      |
| František Filipovský  | Bohuslav Tomášek – člen závodní stráže                                        |
| Jiří Krampol          | František Kudláček – podnikový řidič                                          |
| Viktor Maurer         | Žourek – předseda oddělení pro zvláštní úkoly                                 |
| Jan Teplý             | Sládek – předseda družstva Kovoterm                                           |
| Bohuš Pastorek        | František Klasna - předseda ZV KSČ družstva Kovoterm                          |
| Vlasta Matulová       | Květa Draxlerová – manželka Ing. Draxlera                                     |
| Eliška Balzerová      | MUDr. Olga Šplíchalová – lékařka, dcera Ing. Draxlera                         |
| Josef Čáp             | Jan Šplíchal – zeť Ing. Draxlera                                              |
| Bedřich Prokoš        | Sláma – náměstek generálního ředitele                                         |
| Miloslav Štibich      | zástupce náměstka Slámy                                                       |
| Josef Mixa            | Zahrádka – tajemník okresního výboru KSČ                                      |
| Bohuš Záhorský        | Hájek – otec Ing. Hájka                                                       |
| Vlasta Fabiánová      | Hájková – matka Ing. Hájka                                                    |
| Regina Rázlová        | Blanka – současná partnerka Ing. Hájka                                        |
| Jana Šulcová          | Milada Šeráková – budoucí partnerka Ing. Hájka                                |
| Ladislav Pešek        | Arnošt Šerák – vedoucí hudebního kroužku                                      |
| Josef Chvalina        | dr. Štětina – okresní hygienik                                                |
| Nina Divíšková        | dr. Libuše Klímová – okresní hygienička                                       |
| Alena Procházková     | Sylva Kalašová – manželka Ing. Kalaše                                         |
| Václav Švorc          | Beran – advokát, tchán Ing. Kalaše                                            |
| Věra Koktová          | ředitelka mateřské školy                                                      |
| Bohumil Křížek        | Topinka – ředitel banky                                                       |
| Eduard Dubský         | revizor banky                                                                 |
| Ota Ševčík            | Jean Tonelli – zástupce švýcarské firmy Pressmaschinen                        |
| Karel Houska          | Ing. Hromádka – ředitel Drátoven                                              |
| Jaroslav Kotrba       | Malina – ředitel Elektrozávodu                                                |
| Josef Bek             | Bureš – ředitel Jádrostavu                                                    |
| Jiří Kodet            | Páleník – náměstek ředitele Jádrostavu                                        |
| Oldřich Musil         | opravář Kovopodniku                                                           |
| Evelyna Steimarová    | aranžérka výstavy                                                             |
| Ivo Niederle          | Rabas – slévač                                                                |
| Rudolf Jelínek        | poručík Sezima – příslušník Bezpečnosti z oddělení hospodářské kriminality    |
| Zdenka Procházková    | Procházková – tlumočnice                                                      |